# SIG歴史への招待
SIG歴史への招待（しぐれきしへのしょうたい）は、パソコン通信時代から存続するインターネット掲示板である。

## 概要
1986年12月26日にNECが開設したPC-VANにおいて設立された。なお、SIGとは Special Interest Group の略とされている。当初はゲームを主体とした書き込みが多かったが、その後は実際の歴史を主題にした書き込みに変化している。